# Catedral de Cantuária
A Catedral de Cantuária (em inglês Canterbury Cathedral) é um dos mais antigos e mais conhecidos templos do cristianismo da Inglaterra. É a catedral do arcebispo anglicano de Cantuária, o primaz da Inglaterra e líder religioso da Igreja de Inglaterra. É a igreja-mãe da Diocese Anglicana de Cantuária (a leste de Kent) é o foco do anglicanismo. O seu título formal em inglês é Cathedral and Metropolitical Church of Christ at Canterbury (em português: Catedral e Igreja Metropolítica de Cristo na Cantuária). Fica em Cantuária, no condado de Kent. Foi construída em pedra de Caen e está classificada como Património da Humanidade pela UNESCO, englobada no sítio com o nome Catedral, Abadia de Santo Agostinho e Igreja de São Martinho em Cantuária.

## História

### Agostinho de Cantuária
O primeiro arcebispo da catedral foi Agostinho de Cantuária. Agostinho tinha sido abade da abadia beneditina de Santo André em Roma, e foi enviado a Inglaterra pelo Papa Gregório I Magno, chegando à Grã-Bretanha em 597. Aí converteu o rei Etelberto de Kent e evangelizou a população.
São Beda, o Venerável, na sua História Eclesiástica do Povo Inglês, regista como a catedral foi fundada por Santo Agostinho. Investigações arqueológicas realizadas nas fundações do edifício em 1993 revelaram os restos desta primeira etapa saxónica da catedral, que tinha sido construída ao lado de uma antiga via romana. Esta igreja primitiva era dedicada a São Salvador.
Além de Cantuária, Santo Agostinho dirigiu a fundação da abadia beneditina de São Pedro e São Paulo, que foi construída fora dos muros da cidade. Esta abadia foi dedicada posteriormente ao mesmo Santo Agostinho e foi durante muitos séculos o lugar de último descanso dos arcebispos da catedral. Os restos desta abadia estão hoje ao cuidado de uma oficina inglesa de conservação e fazem parte, juntamente com a catedral e a antiga igreja de São Martinho, que fica perto, do sítio classificado como Património da Humanidade pela UNESCO.

### Fim do período saxão e viquingue
- O segundo edifício do mesmo eixo agregado pelo arcebispo Cuteberto (Cuthbert) (740-760) como batista e dedicado a São João Batista.
- Oda (941-958) renovou o edifício, aumentando consideravelmente a nave.
- A comunidade da catedral converteu-se em mosteiro beneditino com as reformas do arcebispo São Dunstano. Este está enterrado sob o lado meridional do grande altar.
- Lyfing (1013-1020) e Aethelnoth (1020-1038) adicionaram um abside a oeste, que serviu como oratório a Santa Maria.

### Período Normando
- Lanfranco de Cantuária (1070-1077), o primeiro arcebispo normando, reconstruiu a igreja nas ruínas de Saxon.
- Santo Anselmo fez aumentar o quire para leste para permitir acolher os monges do mosteiro que se tinha aí restabelecido. A cripta desta igreja ainda é a maior que existe.

### Thomas Becket

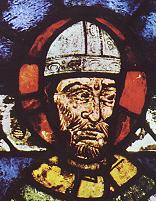
Vitral de Tomás Becket na Catedral

Um capítulo obscuro da história da catedral foi a decapitação de Thomas Becket na esquina nordeste do interior do complexo em 29 de Dezembro de 1170 por alguns dos guardas que ouviram por acaso o rei Henrique II de Inglaterra dizendo "Ninguém me livrará deste padre turbulento?" depois de ter tido uma discussão com Becket. Os guardas interpretaram as palavras do soberano literalmente e assassinaram Becket na sua própria Catedral. Becket seria o segundo de quatro arcebispos de Cantuária que foram assassinados.
Depois do desastroso incêndio de 1174, que destruiu o extremo oriental da catedral, Guilherme de Sens reconstruiu o lugar segundo o desenho muito mais moderno do estilo gótico, o que incluía altos arcos pontiagudos, arcobotantes, com acentuação das linhas verticais dos altos pilares e agulhões no exterior para criar alturas maiores no interior. Mais tarde, Guilherme o Inglês juntou a Capela da Trindade como um lugar santo para as relíquias de São Tomás, o Mártir. Com o decorrer do tempo outros enterros importantes foram feitos neste lugar, como o de Eduardo Plantageneta (o Príncipe Negro) e o do Rei Henrique IV de Inglaterra. A Torre da Coroa (nome original) foi construída em o extremo leste para que contivesse a relíquia da cabeça de São Tomás que foi cortada na sua execução.
As oferendas feitas por parte dos peregrinos (que incluíram personagens como Geoffrey Chaucer, autor de Os contos de Cantuária) que visitavam o santuário de Becket, considerado como lugar de cura, pagaram em grande medida todas as obras de reconstrução subsequentes da catedral e dos edifícios anexos.

### Séculos XIV-XVI

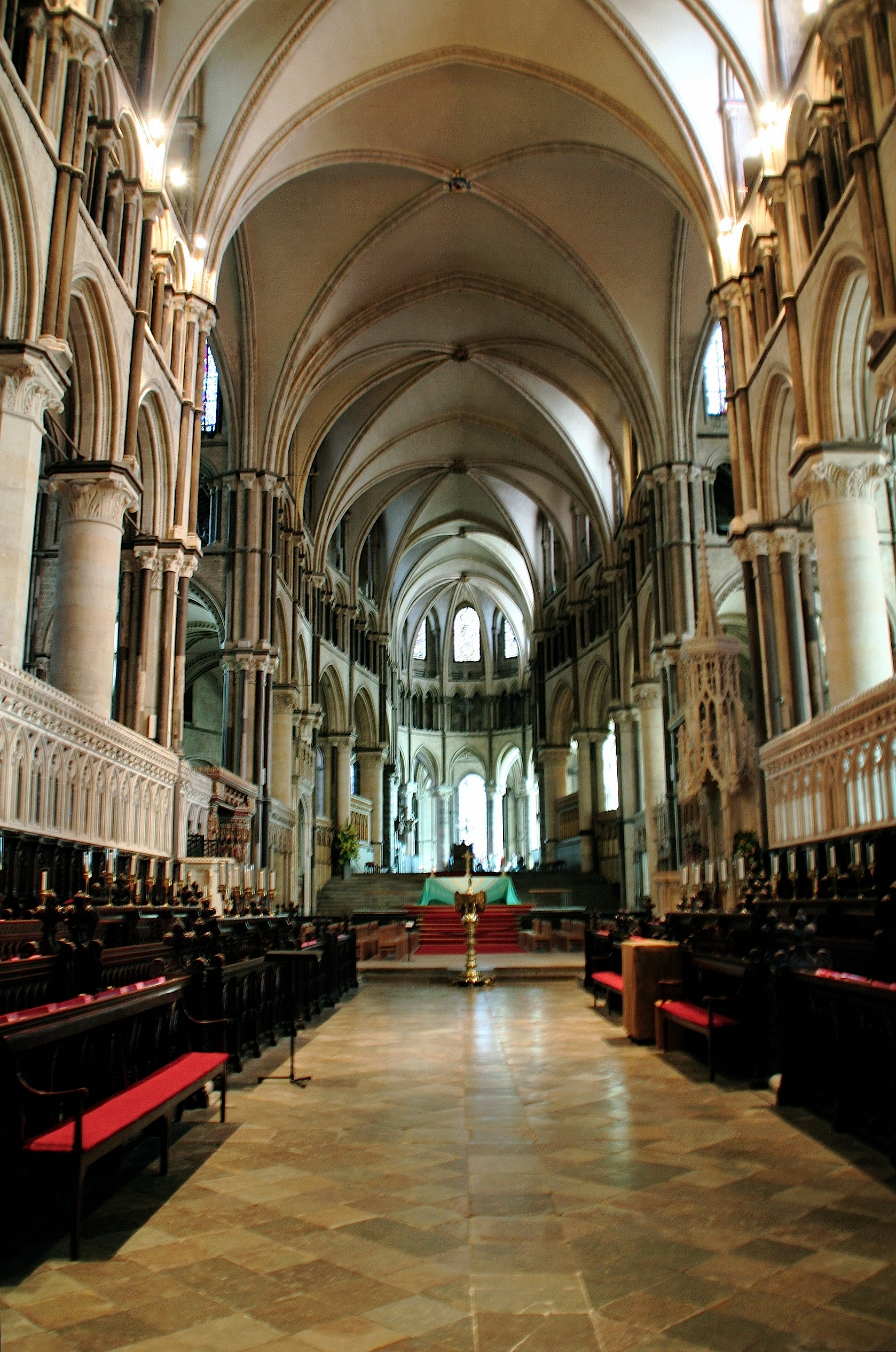
Coro da Catedral de Cantuária

### Arquitectura
O Prior Thomas Chillendem (1390-1410) mandou reconstruir a nave da catedral no seu característico estilo gótico inglês durante o seu priorado.
A torre central em estilo normando, original de Lanfranco, o «Angel Steeple» como era  conhecido, foi demolida em 1430. A reconstrução da torre foi feita aproximadamente 50 anos depois, começando em 1490, e terminando em 1510, ficando com a altura final de 91 m. A esta torre nova deu-se o nome de «Torre Bell Harry», em lembrança do Prior Harry de Eastry que organizou a construção, e durante certo tempo foi chamada «a torre mais formosa da cristandade».
O sino da torre toca 100 vezes cada noite, cerca das 20h55m, para assinalar o antigo toque de recolher da cidade.

### Igreja huguenote francesa
Um letreiro na cripta da catedral de Cantuária recorda a fundação da «Igreja huguenote francesa» em 1550 por Valões, oriundos na sua maioria de Tournai e com nomes que atestam a sua proveniência: Carbonel, Colignon, Delmé, Duquesne, Lefèvre, Morel, Philippot, etc. Estes reformados emigraram para a Inglaterra em resposta à perseguição dos protestantes feita pela Igreja Católica.

### Dissolução dos mosteiros
Durante a Dissolução dos Mosteiros, Cantuária deixou de ser uma abadia, quando todas as casas religiosas foram suprimidas em março de 1539.

### Desde o século XVIII
- A Normam Northwest Tower original foi demolida por 1700 devido a problemas estruturais, e substituída em 1830 por uma de estilo perpendicular ao da Torre Sudoeste, conhecida hoje como Arundel Tower. Esta foi a última alteração de fundo que se fez na estrutura da catedral.
- As ruínas do dormitório do mosteiro românico foram substituídas por uma biblioteca neo-gótica construída no século XIX. Este edifício foi destruído por uma bomba durante a segunda guerra mundial, bomba essa que tinha sido dirigida à catedral mas que falhou o alvo. O edifício foi reconstruído em estilo similar vários anos depois.

## Plano arquitectónico da construção actual

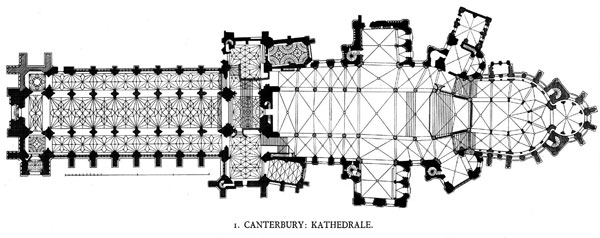
Plano arquitectónico da Catedral de Cantuária

Uma curiosa vista panorâmica da Catedral de Cantuária e dos edifícios conventuais anexos, pintada aproximadamente em 1165, é conservada no grande saltério que está na biblioteca do Trinity College de Cambridge. Esta vista mostra que se tinha planejado a construção de um grande claustro beneditino no século XII, e permite-nos compará-lo com o existente da abadia de Saint Gall.
Os edifícios em Cantuária, tal como os da abadia de Saint Gall, formam grupos separados. A igreja forma o núcleo central. Em contacto imediato com este, do lado norte, estão o claustro e o grupo de edifícios pertencentes à vida monástica. Afastados destes, a oeste e a leste, estão os salões e câmaras destinados ao exercício da hospitalidade, que era obrigação de cada mosteiro proporcionar, quer fosse a pessoas convidadas, quer a membros do clero, viajantes, peregrinos ou pobres que o visitavam.

## Organistas
- 1407 John Moundfield
- 1420 William Stanys
- 1445 John Cranbroke
- 1499 Thomas Chart
- 1534 John Wodynsborowe
- 1547 William Selby
- 1553 Thomas Bull
- 1583 Matthew Godwin
- 1590 Thomas Stores
- 1598 George Marson
- 1631 Valentine Rother
- 1640 Thomas Tunstall
- 1661 Thomas Gibbes
- 1669 Richard Chomley
- 1692 Nicholas Wotton
- 1697 William Porter
- 1698 Daniel Henstridge
- 1736 William Raylton
- 1757 Samuel Porter
- 1803 Highmore Skeats
- 1831 Thomas Jones
- 1873 William Longhurst
- 1898 Harry Perrin
- 1908 Clement Charlton Palmer
- 1937 Gerald Knight
- 1953 Douglas Hopkins
- 1956 Sidney Campbell
- 1961 Allan Wicks
- 1988 David Flood

## Túmulos
- Anselmo de Cantuária
- Archibald Campbell Tait
- Arthur Michael Ramsey
- Berta da França
- Bregwin
- Adeodato de Cantuária
- Charles Fotherby
- Cosmo Lang
- Eduardo, o Príncipe Negro
- Edward Youde
- Frederick Temple
- Fursey
- Geoffrey Fisher
- George Gipps
- Henrique IV de Inglaterra
- Henry Chichele
- Hubert Walter
- Joana de Navarra
- John Bale
- John Bird Sumner
- John Morton
- Lanfranco de Cantuária
- Leonel Power
- Mildredo de Thanet
- Notelmo de Cantuária
- Odet de Coligny
- Orlando Gibbons
- Plegemundo
- São Alfege
- São Eadsin
- São Janberto
- Simon de Sudbury
- Stephen Langton
- Tatuíno de Cantuária
- Thomas Arundel
- Thomas Bradwardine
- Thomas John Claggett
- Thomas Longley
- W. Somerset Maugham
- Wendreda
- William Howley
- William Grant Broughton
- William Warham